# Gaël Monfils
Gaël Sébastien Monfils (ur. 1 września 1986 w Paryżu) – francuski tenisista, reprezentant w Pucharze Davisa, olimpijczyk z Pekinu (2008), Rio de Janeiro (2016), Tokio (2020) i Paryża (2024).
W kwietniu 2021 zaręczył się z Eliną Switoliną. Para pobrała się 16 lipca 2021 roku.

## Kariera tenisowa
Występując jeszcze jako junior Monfils wygrał w roku 2004 trzy wielkoszlemowe turnieje w grze pojedynczej: Australian Open, Rolanda Garrosa i Wimbledon; w listopadzie 2004 roku został liderem rankingu juniorskiego. Jesienią tego samego roku zadebiutował w gronie tenisistów zawodowych, dochodząc do ćwierćfinału turnieju ATP World Tour w Metzu.

### Sezon 2005
W sierpniu 2005 roku Francuz osiągnął swój pierwszy finał rozgrywek z cyklu ATP World Tour, na ziemnych kortach w Sopocie. Pojedynek finałowy wygrał 7:6(6), 4:6, 7:5 z Niemcem Florianem Mayerem. Dwa kolejne turniejowe finały rozegrał w październiku, najpierw w Metzu, gdzie finałowy pojedynek przegrał z Ivanem Ljubičiciem, a potem w Lyonie, ponosząc porażkę z Andym Roddickiem. Rok 2005 Francuz ukończył już w czołowej „pięćdziesiątce” rankingu światowego – na 30. pozycji.

### Sezon 2006
Sezon 2006 Monfils zainaugurował od turnieju w Ad-Dausze, gdzie awansował do finału. Mecz o tytuł przegrał ze Szwajcarem Rogerem Federerem. Ponadto w maju uzyskał półfinał rozgrywek ATP Masters Series w Rzymie, eliminując po drodze m.in. Roddicka; przegrał z Rafaelem Nadalem. Podczas wielkoszlemowego Rolanda Garrosa Francuz doszedł do 1/8 finału, pokonując m.in. Jamesa Blake’a. W pojedynku o ćwierćfinał rozgrywek nie sprostał Novakowi Đokoviciowi.

### Sezon 2007
Rok 2007 Monfils zakończył mając na koncie jeden rozegrany finał, na kortach w Pörtschach; wcześniej, w trakcie trwania turnieju wygrał m.in. z Andym Roddickiem oraz Lleytonem Hewittem, jednak w finale uległ Juanowi Mónaco.

### Sezon 2008
W 2008 roku jednym z lepszych wyników Francuza był półfinał Rolanda Garrosa, po drodze eliminując m.in. Davida Ferrera. Spotkanie o finał zawodów przegrał z Federerem. Latem Francuz zagrał na igrzyskach olimpijskich w Pekinie. Dotarł tam do ćwierćfinału turnieju singlowego i I rundy zawodów deblowych. Na początku października Monfils awansował do finału turnieju w Wiedniu, jednak mecz o mistrzostwo zakończył porażką z Philippem Petzschnerem. Pod koniec tego samego miesiąca osiągnął również ćwierćfinał rozgrywek ATP Masters Series w Madrycie, gdzie został pokonany przez Andy’ego Murraya.

### Sezon 2009
W lutym 2009 roku Monfils doszedł do finału turnieju w Acapulco, gdzie przegrał finałowy pojedynek z Nicolásem Almagro. Podczas Rolanda Garrosa Francuz uzyskał ćwierćfinał pokonując m.in. Roddicka, lecz w dalszej fazie przegrał z Federerem. Drugi singlowy tytuł Monfils wywalczył we wrześniu w Metzu. W finale rezultatem 7:6(1), 3:6, 6:2 wygrał z Philippem Kohlschreiberem. Pod koniec listopada osiągnął finał rozgrywek ATP World Tour Masters 1000 w Paryżu, jednak w finale lepszym od Francuza okazał się być Novak Đoković.

### Sezon 2010
W lipcu 2010 roku Francuz doszedł do finału turnieju na ziemnych kortach w Stuttgarcie. Finałowy pojedynek przegrał poprzez krecz w drugim secie z Albertem Montañésem. Powodem dla którego Francuz poddał mecz była skręcona kostka. W październiku Francuz osiągnął finał zawodów w Tokio, eliminując po drodze m.in. Andy’ego Roddicka (Monfils obronił piłkę meczową). Spotkanie finałowe rozegrał z Rafaelem Nadalem, z którym przegrał w dwóch setach. W tym samym miesiącu Francuz wygrał swój trzeci turniej ATP World Tour, podczas rywalizacji w Montpellier, gdzie pokonał m.in. Johna Isnera, Jo-Wilfrieda Tsongę oraz w finale Ivana Ljubičića. W listopadzie po raz drugi z rzędu doszedł do finału rozgrywek ATP World Tour Masters 1000 w Paryżu (hala Bercy). Monfils po drodze pokonał m.in. Rogera Federera, jednak w finale nie sprostał Robinowi Söderlingowi.

### Sezon 2011
Na początku sierpnia 2011 roku Monfils awansował do finału zawodów w Waszyngtonie. Francuz po drodze obronił w półfinale meczbola z Johnem Isnerem, jednak finałowy pojedynek przegrał z Radkiem Štěpánkiem. Drugi w sezonie finał francuski tenisista osiągnął w Sztokholmie. Turniej zakończył się końcowym triumfem Monfilsa, który w finale pokonał Jarkko Nieminena.

### Sezon 2012
W styczniu 2012 roku dostał się do finału turnieju w Ad-Dausze. Zmierzył się tam ze swoim rodakiem – Jo-Wilfriedem Tsongą, z którym ostatecznie przegrał z wynikiem 5:7, 3:6. Kolejny finał Monfils osiągnął w Montpellier, po wcześniejszym wyeliminowaniu m.in. Gilles’a Simona, przeciwko któremu obronił piłkę meczową. W spotkaniu finałowym Francuz nie sprostał Tomášowi Berdychowi.

### Sezon 2013
W 2013 roku pierwszy finał do jakiego Francuz doszedł miał miejsce w Nicei, pod koniec maja. Pojedynek o tytuł przegrał z Albertem Montañésem. Drugi finał w sezonie osiągnął w sierpniu, w Winston-Salem. Finałowe spotkanie przegrał 3:6, 1:2. W drugim secie poddał pojedynek ze względu na uraz biodra Jürgenowi Melzerowi.

### Sezon 2014
Sezon 2014 Monfils zaczął od awansu do finału w Ad-Dausze, pokonany w trzech setach przez Rafaela Nadala. Piąty tytuł singlowy Monfils wywalczył w lutym podczas zawodów w Montpellier, po zwycięskim finale z Richardem Gasquetem.

### Sezon 2015
W sezonie 2015 Monfils osiągnął 1 finał, w Marsylii, gdzie został pokonany przez Gillesa Simona.

### Sezon 2016
Rok później, w Rotterdamie w meczu mistrzowskim uległ Martinowi Kližanowi. W kwietniu Francuz został finalistą turnieju ATP World Tour Masters 1000 w Monte Carlo ulegając Rafaelowi Nadalowi. Podczas US Open Series Monfils wygrał turniej w Waszyngtonie po finale z Ivem Karloviciem. Następnie był w półfinale w Toronto i US Open, gdzie przegrywał z Novakiem Đokoviciem. Latem startował na igrzyskach olimpijskich w Rio de Janeiro osiągając ćwierćfinał gry pojedynczej i 1 rundę gry podwójnej.

### Sezon 2017
W sezonie 2017 Monfils po raz pierwszy w karierze awansował do finału rozgrywek na nawierzchni trawiastej, w Eastbourne, gdzie ostatecznie poniósł porażkę z Novakiem Đokoviciem. Podczas meczu pierwszej rundy na French Open z Dustinem Brownem odniósł 400. zwycięstwo w cyklu ATP World Tour. Na US Open doznał w meczu trzeciej rundy z Davidem Goffinem kontuzji prawego kolana, przez co zrezygnował ze startów do końca sezonu, który zakończył na 46. miejscu w rankingu ATP.

### Sezon 2018
Nowy rok Monfils rozpoczął od triumfu w Dosze, pokonując w ostatnim spotkaniu Andrieja Rublowa 6:2, 6:3. W październiku w finale w Antwerpii przegrał z Kyle’em Edmundem 6:3, 6:7(2), 6:7(4).

### Sezon 2019
Rok 2019 Monfils zakończył z jednym singlowym tytułem, w Rotterdamie wygrywając ze Stanem Wawrinką.
W zawodach wielkoszlemowych został ćwierćfinalistą US Open, ponosząc porażkę z Mattem Berrettinim. Startując w cyklu ATP Tour Masters 1000 najlepszy wynik uzyskał w Montrealu, półfinał. Mecz o udział w finale poddał walkowerem Rafaelowi Nadalowi z powodu urazu kostki.
W całym sezonie Francuz zagrał 56 meczów, odnosząc 37 zwycięstw, a rok ukończył na 10. miejscu w klasyfikacji ATP.

### Sezon 2020
W lutym sezonu 2020 Monfils wygrał dwa następujące po sobie turnieje, w Montpellier i Rotterdamie. W Rotterdamie nie stracił w drodze po tytuł żadnego seta. W swoim kolejnym starcie, w Dubaju osiąnał półfinał ponosząc porażkę z Novakiem Đokoviciem, przeciwko któremu nie wykorzystał trzech meczboli w drugim secie.

### Sezon 2021
Monfils skończył 2021 rok bez singlowego tytułu, natomiast został finalistą halowego turnieju w Sofii na początku października. W sierpniu, w pojedynku drugiej rundy w Cincinnati pokonał 6:3, 7:5 Alexa de Minaura wygrywając mecz nr 500 w swojej karierze. W lipcu reprezentował Francję na igrzyskach olimpijskich w Tokio. Z turnieju singlowego odpadł w pierwszej rundzie, natomiast w deblu razem z Jérémyem Chardym awansował do drugiej rundy.

### Sezon 2022
Sezon 2022 Monfils zaczął od triumfu w Adelaide. Podczas Australian Open awansował do ćwierćfinału, w którym uległ w pięciu setach Matteo Berrettiniemu. W maju Francuz przeszedł operację prawej pięty, przez co wycofał się z French Open i turniejów na nawierzchni trawiastej. Powrócił do rywalizacji na początku sierpnia w Montrealu, w trzeciej rundzie poddając mecz Jackowi Draperowi przez uraz stopy. Był to również ostatni start Francusa w sezonie.

### Sezon 2023
Pierwszy start w 2023 roku Monfils odnotował w marcu w Indian Wells, gdzie odpadł w pierwszej rundzie. Swój najlepszy w sezonie wynik ustanowił w Sztokholmie, wygrywając cały turniej. Finałowy pojedynek z Pawiełem Kotowem zakończył wynikiem 4:6, 7:6(6), 6:3.

### 2024
Pod koniec lipca wystartował na igrzyskach olimpijskich w Paryżu, kończąc rywalizację singlową w pierwszej rundzie, a deblową w drugiej rundzie. W grze podwójnej startował w parzez z Édouardem Rogerem-Vasselinem.
Sezon zakończył bez singlowego tytułu w cyklu ATP Tour.

### Puchar Davisa
We wrześniu 2009 roku Monfils zadebiutował w reprezentacji Francji w Pucharze Davisa, podczas rywalizacji z Holandią. Swój singlowy pojedynek przegrał z Thiemo de Bakkerem. W 2010 roku doszedł wraz z drużyną do finału imprezy eliminując wcześniej Niemcy, Hiszpanię i Argentynę. W finale przeciwko Serbii Monfils wygrał najpierw z Janko Tipsareviciem, a następnie przegrał z Novakiem Đokoviciem. Ostatecznie Serbowie wygrali rywalizację 2:3.
Najwyżej sklasyfikowany w rankingu singlistów był na 6. miejscu w listopadzie 2016 roku.

### Finały w turniejach ATP Tour
| Legenda                                      |
| -------------------------------------------- |
| Wielki Szlem                                 |
| Igrzyska olimpijskie                         |
| Tennis Masters Cup / ATP Finals              |
| ATP Masters Series / ATP Tour Masters 1000   |
| ATP International Series Gold / ATP Tour 500 |
| ATP International Series / ATP Tour 250      |

#### Gra pojedyncza (13–22)
| Końcowy wynik | Nr  | Data                 | Turniej       | Nawierzchnia    | Przeciwnik            | Wynik finału        |
| ------------- | --- | -------------------- | ------------- | --------------- | --------------------- | ------------------- |
| Zwycięzca     | 1.  | 7 sierpnia 2005      | Sopot         | Ceglana         | Florian Mayer         | 7:6(6), 4:6, 7:5    |
| Finalista     | 1.  | 9 października 2005  | Metz          | Twarda (hala)   | Ivan Ljubičić         | 6:7(7), 0:6         |
| Finalista     | 2.  | 31 października 2005 | Lyon          | Dywanowa (hala) | Andy Roddick          | 3:6, 2:6            |
| Finalista     | 3.  | 7 stycznia 2006      | Ad-Dauha      | Twarda          | Roger Federer         | 3:6, 6:7(5)         |
| Finalista     | 4.  | 26 maja 2007         | Pörtschach    | Ceglana         | Juan Mónaco           | 6:7(3), 0:6         |
| Finalista     | 5.  | 12 października 2008 | Wiedeń        | Twarda (hala)   | Philipp Petzschner    | 4:6, 4:6            |
| Finalista     | 6.  | 28 lutego 2009       | Acapulco      | Ceglana         | Nicolás Almagro       | 4:6, 4:6            |
| Zwycięzca     | 2.  | 27 września 2009     | Metz          | Twarda (hala)   | Philipp Kohlschreiber | 7:6(1), 3:6, 6:2    |
| Finalista     | 7.  | 15 listopada 2009    | Paryż         | Twarda (hala)   | Novak Đoković         | 2:6, 7:5, 6:7(3)    |
| Finalista     | 8.  | 18 lipca 2010        | Stuttgart     | Ceglana         | Albert Montañés       | 2:6, 2:1 krecz      |
| Finalista     | 9.  | 10 października 2010 | Tokio         | Twarda          | Rafael Nadal          | 1:6, 5:7            |
| Zwycięzca     | 3.  | 1 listopada 2010     | Montpellier   | Twarda (hala)   | Ivan Ljubičić         | 6:2, 5:7, 6:1       |
| Finalista     | 10. | 14 listopada 2010    | Paryż         | Twarda (hala)   | Robin Söderling       | 1:6, 6:7(1)         |
| Finalista     | 11. | 7 sierpnia 2011      | Waszyngton    | Twarda          | Radek Štěpánek        | 4:6, 4:6            |
| Zwycięzca     | 4.  | 23 października 2011 | Sztokholm     | Twarda (hala)   | Jarkko Nieminen       | 7:5, 3:6, 6:2       |
| Finalista     | 12. | 7 stycznia 2012      | Ad-Dauha      | Twarda          | Jo-Wilfried Tsonga    | 5:7, 3:6            |
| Finalista     | 13. | 5 lutego 2012        | Montpellier   | Twarda (hala)   | Tomáš Berdych         | 2:6, 6:4, 3:6       |
| Finalista     | 14. | 25 maja 2013         | Nicea         | Ceglana         | Albert Montañés       | 0:6, 6:7(3)         |
| Finalista     | 15. | 24 sierpnia 2013     | Winston-Salem | Twarda          | Jürgen Melzer         | 3:6, 1:2 krecz      |
| Finalista     | 16. | 4 stycznia 2014      | Ad-Dauha      | Twarda          | Rafael Nadal          | 1:6, 7:6(5), 2:6    |
| Zwycięzca     | 5.  | 9 lutego 2014        | Montpellier   | Twarda (hala)   | Richard Gasquet       | 6:4, 6:4            |
| Finalista     | 17. | 22 lutego 2015       | Marsylia      | Twarda (hala)   | Gilles Simon          | 4:6, 6:1, 6:7(4)    |
| Finalista     | 18. | 14 lutego 2016       | Rotterdam     | Twarda (hala)   | Martin Kližan         | 7:6(1), 3:6, 1:6    |
| Finalista     | 19. | 17 kwietnia 2016     | Monte Carlo   | Ceglana         | Rafael Nadal          | 5:7, 7:5, 0:6       |
| Zwycięzca     | 6.  | 24 kwietnia 2016     | Waszyngton    | Twarda          | Ivo Karlović          | 5:7, 7:6(6), 6:4    |
| Finalista     | 20. | 1 lipca 2017         | Eastbourne    | Trawiasta       | Novak Đoković         | 3:6, 4:6            |
| Zwycięzca     | 7.  | 6 stycznia 2018      | Doha          | Twarda          | Andriej Rublow        | 6:2, 6:3            |
| Finalista     | 21. | 21 października 2018 | Antwerpia     | Twarda (hala)   | Kyle Edmund           | 6:3, 6:7(2), 6:7(4) |
| Zwycięzca     | 8.  | 17 lutego 2019       | Rotterdam     | Twarda (hala)   | Stan Wawrinka         | 6:3, 1:6, 6:2       |
| Zwycięzca     | 9.  | 9 lutego 2020        | Montpellier   | Twarda (hala)   | Vasek Pospisil        | 7:5, 6:3            |
| Zwycięzca     | 10. | 16 lutego 2020       | Rotterdam     | Twarda (hala)   | Félix Auger-Aliassime | 6:2, 6:4            |
| Finalista     | 22. | 3 października 2021  | Sofia         | Twarda (hala)   | Jannik Sinner         | 3:6, 4:6            |
| Zwycięzca     | 11. | 9 stycznia 2022      | Adelaide      | Twarda          | Karen Chaczanow       | 6:4, 6:4            |
| Zwycięzca     | 12. | 22 października 2023 | Sztokholm     | Twarda (hala)   | Pawieł Kotow          | 4:6, 7:6(6), 6:3    |
| Zwycięzca     | 13. | 11 stycznia 2025     | Auckland      | Twarda          | Zizou Bergs           | 6:3, 6:4            |

### Starty wielkoszlemowe (gra pojedyncza)
| Turniej          | 2004 | 2005  | 2006  | 2007  | 2008  | 2009  | 2010  | 2011  | 2012  | 2013  | 2014  | 2015  | 2016  | 2017  | 2018  | 2019  | 2020  | 2021  | 2022  | 2023  | 2024  | 2025  | Wygrane turnieje | Bilans w turnieju |
| ---------------- | ---- | ----- | ----- | ----- | ----- | ----- | ----- | ----- | ----- | ----- | ----- | ----- | ----- | ----- | ----- | ----- | ----- | ----- | ----- | ----- | ----- | ----- | ---------------- | ----------------- |
| Australian Open  | –    | 2R    | 1R    | 3R    | –     | 4R    | 3R    | 3R    | 3R    | 3R    | 3R    | 2R    | QF    | 4R    | 2R    | 2R    | 4R    | 1R    | QF    | –     | 2R    | 4R    | 0 / 19           | 37–19             |
| French Open      | –    | 1R    | 4R    | 3R    | SF    | QF    | 2R    | QF    | –     | 3R    | QF    | 4R    | –     | 4R    | 3R    | 4R    | 1R    | 2R    | –     | 2R    | 2R    |       | 0 / 17           | 39–16             |
| Wimbledon        | –    | 3R    | 1R    | 3R    | –     | –     | 3R    | 3R    | –     | –     | 2R    | 3R    | 1R    | 3R    | 4R    | 1R    | NH    | 2R    | –     | –     | 3R    |       | 0 / 13           | 19–13             |
| US Open          | –    | 1R    | 2R    | –     | 4R    | 4R    | QF    | 2R    | –     | 2R    | QF    | 1R    | SF    | 3R    | 2R    | QF    | –     | 3R    | –     | 2R    | 2R    |       | 0 / 16           | 33–16             |
| Wygrane turnieje | –    | 0 / 4 | 0 / 4 | 0 / 3 | 0 / 2 | 0 / 3 | 0 / 4 | 0 / 4 | 0 / 1 | 0 / 3 | 0 / 4 | 0 / 4 | 0 / 3 | 0 / 4 | 0 / 4 | 0 / 4 | 0 / 2 | 0 / 4 | 0 / 1 | 0 / 2 | 0 / 4 | 0 / 1 | 0 / 65           | N/A               |
| Bilans spotkań   | –    | 3–4   | 4–4   | 6–3   | 8-2   | 10–3  | 9–4   | 9–4   | 2–1   | 5–3   | 11–4  | 6–4   | 9–3   | 10–4  | 7–4   | 8–4   | 3–2   | 4–4   | 4–1   | 1–2   | 5–4   | 3–1   | N/A              | 128–64            |